# كالدونيا

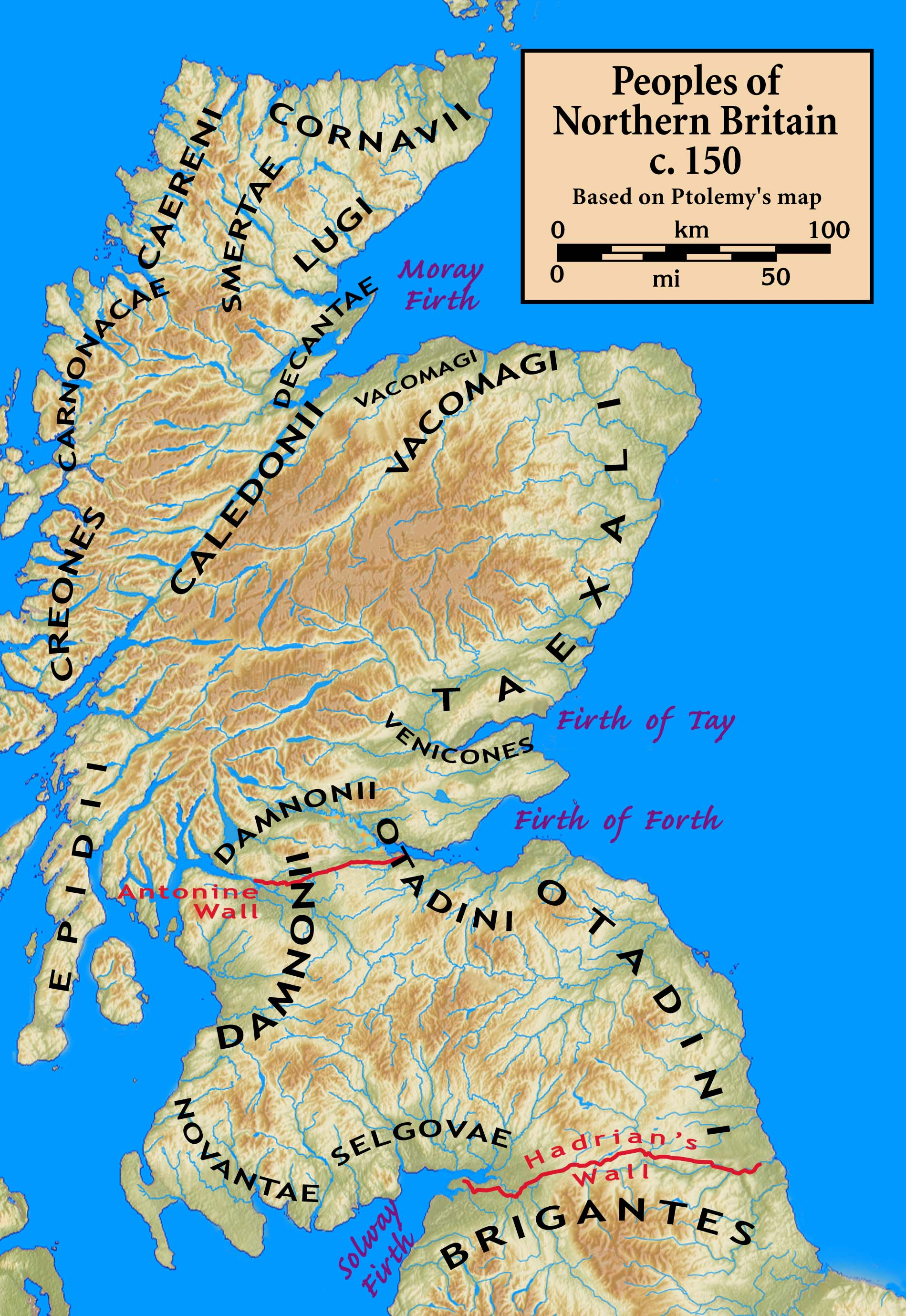

كالدونيا هو اسم لاتيني أطلقه الرومان على منطقة شمال جزيرة بريطانيا والمكونة من اسكتلندا وجزء من شمال إنجلترا حيث كان يتواجد البكيتين، وأطلق هذا الاسم نسبةً إلى قبيلة كالدونيين البكتية ألتي كانت تتواجد في تلك المناطق، أما التسمية الأصلية كانت بيكتافيا وبكتلاند.